# جهان أباد (زهرا العلياء)
جهان أباد (بالفارسية: جهان‌آباد) هي مستوطنة تقع في إيران في Zahray-ye Bala Rural District.